# Takehara (Hiroshima)
Takehara (竹原市 Takehara-shi?) es una ciudad localizada en la prefectura de Hiroshima, Japón. En junio de 2019 tenía una población estimada de 24.496 habitantes y una densidad de población de 207 personas por km². Su área total es de 118,23 km².

## Geografía

### Localidades circundantes
- Prefectura de Hiroshima
  - Higashihiroshima
  - Mihara

## Demografía
Según los datos del censo japonés, esta es la población de Takehara en los últimos años.
| Año del censo | Población |
| ------------- | --------- |
| 1995          | 33.451    |
| 2000          | 31.935    |
| 2005          | 30.657    |
| 2010          | 28.644    |
| 2015          | 26.426    |